# Lista de municípios do Piauí por ano de criação
Relacionamos a seguir os municípios do estado do Piauí segundo a data de sua criação. Ressalte-se que após a Proclamação da República em 15 de novembro de 1889, o Piauí passou de província a estado, o que alterou a denominação do tipo de lei usada na criação de seus municípios. As datas em voga desconsideram os casos de extinção e recriação desses municípios, embora nem sempre tais datas correspondam ao início da ocupação humana em cada município, fato que gera divergências mesmo nos verbetes relacionados a alguns deles na Wikipédia em português.
Quando a Constituição de 1988 foi promulgada, o Piauí contava com cento e dezoito municípios e a partir de então surgiram outros cento e seis, dos quais trinta foram instalados pelo governador Freitas Neto, setenta e quatro por Mão Santa e dois por Wellington Dias.

## Século XVIII
Foram criados sete municípios, originalmente uma vila e seis freguesias.
| Bandeira              | Lista de municípios | Criação                            | Instalação             | Ref.  |
| --------------------- | ------------------- | ---------------------------------- | ---------------------- | ----- |
| Oeiras (Piauí)        | Oeiras              | Carta Régia de 30 de junho de 1712 | 26 de dezembro de 1717 | [ 3 ] |
| Bandeira desconhecida | Parnaguá            | Carta Régia de 19 de junho de 1761 | 3 de junho de 1762     |       |
| Bandeira desconhecida | Jerumenha           | Carta Régia de 19 de junho de 1761 | 22 de junho de 1762    |       |
| Campo Maior (Piauí)   | Campo Maior         | Carta Régia de 19 de junho de 1761 | 8 de agosto de 1762    |       |
| Parnaíba              | Parnaíba            | Carta Régia de 19 de junho de 1761 | 18 de agosto de 1762   |       |
| Castelo do Piauí      | Castelo do Piauí    | Carta Régia de 19 de junho de 1761 | 13 de setembro de 1762 |       |
| Bandeira desconhecida | Valença do Piauí    | Carta Régia de 19 de junho de 1761 | 20 de setembro de 1762 |       |

## Século XIX
Foram criados vinte e sete municípios que, somados aos já existentes, elevaram o número final para trinta e quatro.
| Bandeira              | Lista de municípios | Criação                                             | Instalação              |
| --------------------- | ------------------- | --------------------------------------------------- | ----------------------- |
| Piracuruca            | Piracuruca          | Decreto Imperial de 6 de julho de 1832              | 23 de dezembro de 1832  |
| Jaicós                | Jaicós              | Decreto Imperial de 6 de julho de 1832              | 21 de fevereiro de 1834 |
| Barras                | Barras              | Decreto-Lei n.º 127 de 24 de setembro de 1841       | 19 de abril de 1842     |
| São Raimundo Nonato   | São Raimundo Nonato | Resolução n.º 257 de 9 de agosto de 1850            | 4 de março de 1851      |
| Teresina              | Teresina            | Resolução n.º 315 de 21 de junho de 1852            | 16 de agosto de 1852    |
| União                 | União               | Decreto-Lei n.º 362 de 17 de setembro de 1853       | 23 de outubro de 1854   |
| Pedro II (Piauí)      | Pedro II            | Resolução n.º 367 de 18 de agosto de 1854           | 25 de agosto de 1855    |
| Bom Jesus             | Bom Jesus           | Resolução n.º 397 de 17 de dezembro de 1855         | 25 de março de 1858     |
| Batalha (Piauí)       | Batalha             | Resolução n.º 396 de 15 de dezembro de 1855         | 7 de setembro de 1858   |
| Floriano              | Floriano            | Resolução n.º 543 de 20 de julho de 1854            | 8 de setembro de 1867   |
| Bandeira desconhecida | Amarante            | Resolução provincial n.º 734 de 4 de agosto de 1871 | 4 de agosto de 1871     |
| São João do Piauí     | São João do Piauí   | Resolução n.º 749 de 26 de agosto de 1871           | 17 de março de 1872     |
| Corrente (Piauí)      | Corrente            | Lei n.º 782 de 10 de dezembro de 1872               | 8 de dezembro de 1873   |
| Bandeira desconhecida | Santa Filomena      | Lei n.º 811 de 7 de agosto de 1873                  | 26 de dezembro de 1873  |
| Piripiri              | Piripiri            | Resolução n.º 847 de 16 de junho de 1873            | 18 de setembro de 1874  |
| Alto Longá            | Alto Longá          | Resolução n.º 891 de 15 de junho de 1875            | 5 de abril de 1877      |
| José de Freitas       | José de Freitas     | Resolução Provincial n.º 945 de 22 de maio de 1877  | 7 de abril de 1878      |
| Luís Correia (Piauí)  | Luís Correia        | Lei n.º 1.596 de 5 de agosto de 1874                | 25 de junho de 1879     |
| Bandeira desconhecida | Regeneração         | Resolução n.º 896 de 23 de julho de 1875            | 2 de dezembro de 1882   |
| Bandeira desconhecida | Paulistana          | Resolução n.º 1.137 de 20 de julho de 1885          | 25 de dezembro de 1885  |
| Pio IX                | Pio IX              | Resolução n.º 1.193 de 9 de outubro de 1888         | 8 de agosto de 1889     |
| Bandeira desconhecida | Bertolínia          | Decreto estadual n.º 11 de 22 de janeiro de 1890    | 11 de agosto de 1890    |
| Bandeira desconhecida | Buriti dos Lopes    | Resolução n.º 15 de 2 de agosto de 1890             | 1º de dezembro de 1890  |
| Picos                 | Picos               | Resolução n.º 397 de 17 de dezembro de 1855         | 12 de dezembro de 1890  |
| Gilbués               | Gilbués             | Decreto estadual n.º 68 de 14 de maio de 1891       | 14 de junho de 1892     |
| São Pedro do Piauí    | São Pedro do Piauí  | Decreto estadual n.º 35 de 25 de junho de 1894      | 21 de julho de 1894     |
| Palmeirais            | Palmeirais          | Lei estadual n.º 35 de 26 de junho de 1894          | 27 de julho de 1894     |

## Século XX

### Primeira metade do século
Foram criados quinze municípios que, somados aos já existentes, elevaram o número final para quarenta e nove.
| Bandeira              | Lista de municípios  | Criação                                             | Instalação             |
| --------------------- | -------------------- | --------------------------------------------------- | ---------------------- |
| Uruçuí                | Uruçuí               | Lei estadual n.º 290 de 23 de junho de 1902         | 7 de setembro de 1902  |
| Miguel Alves          | Miguel Alves         | Lei estadual n.º 636 de 11 de julho de 1911         | 24 de maio de 1912     |
| Bandeira desconhecida | Caracol              | Lei estadual n.º 686 de 4 de junho de 1912          | 8 de dezembro de 1912  |
| Canto do Buriti       | Canto do Buriti      | Lei estadual n.º 837 de 7 de julho de 1915          | 31 de outubro de 1915  |
|                       | Porto                | Lei estadual n.º 970 de 25 de junho de 1920         | 29 de março de 1938    |
| Altos                 | Altos                | Lei estadual n.º 1.041 de 18 de julho de 1922       | 12 de outubro de 1922  |
| Guadalupe (Piauí)     | Guadalupe            | Lei estadual n.º 1.251 de 11 de julho de 1929       | 11 de julho de 1929    |
| Bandeira desconhecida | São Miguel do Tapuio | Decreto estadual n.º 1.113 de 18 de outubro de 1930 | 18 de outubro de 1930  |
| Bandeira desconhecida | Simplício Mendes     | Lei estadual n.º 376 de 15 de junho de 1905         | 4 de setembro de 1933  |
| Esperantina           | Esperantina          | Lei estadual n.º 970 de 25 de junho de 1920         | 28 de setembro de 1937 |
| Luzilândia            | Luzilândia           | Decreto estadual n.º 15 de 10 de março de 1890      | 1º de janeiro de 1939  |
| Beneditinos (Piauí)   | Beneditinos          | Lei estadual n.º 1.135 de 27 de dezembro de 1925    | 1º de janeiro de 1939  |
| Fronteiras (Piauí)    | Fronteiras           | Lei estadual n.º 1.645 de 16 de abril de 1935       | 1º de janeiro de 1939  |
| Bandeira desconhecida | Ribeiro Gonçalves    | Decreto-Lei n.º 107 de 26 de julho de 1938          | 1º de janeiro de 1939  |
| Cocal                 | Cocal                | Const. Est./Art. 58 ADCT de 22 de agosto de 1947    | 22 de agosto de 1948   |

### Anos 1950
Foram criados vinte e dois municípios que, somados aos já existentes, elevaram o número final para setenta e um.
| Bandeira               | Lista de municípios    | Criação                                          | Instalação             |
| ---------------------- | ---------------------- | ------------------------------------------------ | ---------------------- |
| Matias Olímpio         | Matias Olímpio         | Lei estadual n.º 894 de 29 de outubro de 1953    | 1º de junho de 1954    |
| Bandeira desconhecida  | Curimatá               | Lei estadual n.º 895 de 29 de outubro de 1953    | 1º de junho de 1954    |
| Bandeira desconhecida  | Itainópolis            | Lei estadual n.º 925 de 12 de fevereiro de 1954  | 1º de junho de 1954    |
| Bandeira desconhecida  | Inhuma                 | Lei estadual n.º 985 de 17 de maio de 1954       | 13 de junho de 1954    |
| Bandeira desconhecida  | Água Branca            | Lei estadual n.º 979 de 30 de abril de 1954      | 1º de julho de 1954    |
| Elesbão Veloso         | Elesbão Veloso         | Lei estadual n.º 983 de 13 de maio de 1954       | 1º de julho de 1954    |
| Pimenteiras            | Pimenteiras            | Lei estadual n.º 1.040 de 16 de julho de 1954    | 25 de julho de 1954    |
| São Félix do Piauí     | São Félix do Piauí     | Lei estadual n.º 1.041 de 16 de julho de 1954    | 29 de julho de 1954    |
| Cristino Castro        | Cristino Castro        | Lei estadual n.º 895 de 29 de outubro de 1953    | 1º de outubro de 1954  |
| Bandeira desconhecida  | Simões                 | Lei estadual n.º 1.046 de 22 de julho de 1954    | 18 de dezembro de 1954 |
| Itaueira               | Itaueira               | Lei estadual n.º 743 de 29 de outubro de 1952    | 21 de dezembro de 1954 |
| Bandeira desconhecida  | Conceição do Canindé   | Lei estadual n.º 924 de 12 de fevereiro de 1954  | 31 de janeiro de 1955  |
| Bandeira desconhecida  | Monte Alegre do Piauí  | Lei estadual n.º 1.133 de 6 de junho de 1955     | 30 de junho de 1955    |
| Nazaré do Piauí        | Nazaré do Piauí        | Lei estadual n.º 1.212 de 8 de setembro de 1955  | 21 de dezembro de 1955 |
| Angical do Piauí       | Angical do Piauí       | Lei estadual n.º 1.054 de 24 de julho de 1954    | 24 de dezembro de 1955 |
| Bandeira desconhecida  | Capitão de Campos      | Lei estadual n.º 1.452 de 30 de novembro de 1956 | 10 de março de 1957    |
| Bandeira desconhecida  | Monsenhor Hipólito     | Lei estadual n.º 1.445 de 30 de novembro de 1956 | 20 de junho de 1957    |
| Bandeira desconhecida  | Eliseu Martins         | Lei estadual n.º 1.542 de 30 de julho de 1957    | 20 de outubro de 1957  |
| Bandeira desconhecida  | Landri Sales           | Lei estadual n.º 1.541 de 30 de julho de 1957    | 9 de novembro de 1957  |
| Bandeira desconhecida  | Santa Cruz do Piauí    | Lei estadual n.º 1.446 de 30 de novembro de 1956 | 20 de dezembro de 1958 |
| São Francisco do Piauí | São Francisco do Piauí | Lei estadual n.º 1.453 de 30 de novembro de 1956 | 23 de dezembro de 1958 |
| São José do Peixe      | São José do Peixe      | Lei estadual n.º 1.440 de 23 de novembro de 1956 | 25 de dezembro de 1958 |

### Anos 1960
Foram criados quarenta e três municípios que, somados aos já existentes, elevaram o número final para cento e quatorze, nenhum criado por iniciativa do Regime Militar de 1964.
| Bandeira                           | Lista de municípios        | Criação                                          | Instalação             |
| ---------------------------------- | -------------------------- | ------------------------------------------------ | ---------------------- |
| Bandeira desconhecida              | São Julião                 | Lei estadual n.º 2.042 de 1º de dezembro de 1960 | 18 de dezembro de 1960 |
| Bandeira desconhecida              | Francisco Santos           | Lei estadual n.º 1.993 de 9 de setembro de 1960  | 24 de dezembro de 1960 |
| Bandeira desconhecida              | Joaquim Pires              | Lei estadual n.º 2.054 de 6 de dezembro de 1960  | 28 de dezembro de 1960 |
| Bandeira desconhecida              | Novo Oriente do Piauí      | Lei estadual n.º 2.205 de 10 de novembro de 1961 | 15 de novembro de 1961 |
| Nossa Senhora dos Remédios (Piauí) | Nossa Senhora dos Remédios | Lei estadual n.º 2.221 de 28 de novembro de 1961 | 15 de dezembro de 1961 |
| Bandeira desconhecida              | Francinópolis              | Lei estadual n.º 2.112 de 12 de junho de 1961    | 1º de maio de 1962     |
| Aroazes                            | Aroazes                    | Lei estadual n.º 2.255 de 1º de janeiro de 1961  | 20 de outubro de 1962  |
| Palmeira do Piauí                  | Palmeira do Piauí          | Lei estadual n.º 2.279 de 9 de julho de 1962     | 25 de novembro de 1962 |
| Bandeira desconhecida              | Várzea Grande              | Lei estadual n.º 2.113 de 12 de junho de 1961    | 8 de dezembro de 1962  |
| Bandeira desconhecida              | Prata do Piauí             | Lei estadual n.º 2.253 de 1º de janeiro de 1962  | 10 de dezembro de 1962 |
| Bandeira desconhecida              | Ipiranga do Piauí          | Lei estadual n.º 2.061 de 7 de dezembro de 1960  | 15 de dezembro de 1962 |
| Bandeira desconhecida              | Rio Grande do Piauí        | Lei estadual n.º 2.110 de 12 de junho de 1961    | 22 de dezembro de 1962 |
| Avelino Lopes                      | Avelino Lopes              | Lei estadual n.º 2.206 de 10 de novembro de 1961 | 31 de janeiro de 1963  |
| Bandeira desconhecida              | Anísio de Abreu            | Lei estadual n.º 2.353 de 5 de dezembro de 1962  | 25 de dezembro de 1962 |
| Bandeira desconhecida              | Redenção do Gurgueia       | Lei estadual n.º 2.354 de 5 de dezembro de 1962  | 26 de dezembro de 1962 |
| Bandeira desconhecida              | Santa Luz                  | Lei estadual n.º 2.356 de 5 de dezembro de 1962  | 25 de dezembro de 1962 |
| Bandeira desconhecida              | Socorro do Piauí           | Lei estadual n.º 2.362 de 5 de dezembro de 1962  | 27 de dezembro de 1962 |
| Bandeira desconhecida              | Marcos Parente             | Lei estadual n.º 2.351 de 5 de dezembro de 1962  | 28 de dezembro de 1962 |
| Bandeira desconhecida              | Cristalândia do Piauí      | Lei estadual n.º 2.352 de 5 de dezembro de 1962  | 28 de dezembro de 1962 |
| Paes Landim                        | Paes Landim                | Lei estadual n.º 2.362 de 5 de dezembro de 1962  | 28 de dezembro de 1962 |
| Bandeira desconhecida              | Domingos Mourão            | Lei estadual n.º 2.345 de 5 de dezembro de 1962  | 29 de dezembro de 1962 |
| Bandeira desconhecida              | Barreiras do Piauí         | Lei estadual n.º 2.355 de 5 de dezembro de 1962  | 29 de dezembro de 1962 |
| Bandeira desconhecida              | Barro Duro                 | Lei estadual n.º 2.360 de 5 de dezembro de 1962  | 30 de dezembro de 1962 |
| Bandeira desconhecida              | Agricolândia               | Lei estadual n.º 2.369 de 5 de dezembro de 1962  | 30 de dezembro de 1962 |
| Bandeira desconhecida              | Miguel Leão                | Lei estadual n.º 2.552 de 9 de dezembro de 1963  | 20 de dezembro de 1963 |
| Bandeira desconhecida              | Padre Marcos               | Lei estadual n.º 2.566 de 2 de janeiro de 1964   | 17 de janeiro de 1964  |
| Antônio Almeida                    | Antônio Almeida            | Lei estadual n.º 2.514 de 2 de dezembro de 1963  | 21 de março de 1964    |
| Bandeira desconhecida              | São Gonçalo do Piauí       | Lei estadual n.º 2.511 de 30 de novembro de 1963 | 30 de março de 1964    |
| Bandeira desconhecida              | Manoel Emídio              | Lei estadual n.º 2.519 de 2 de dezembro de 1963  | 31 de março de 1964    |
| Hugo Napoleão                      | Hugo Napoleão              | Lei estadual n.º 2.512 de 2 de dezembro de 1963  | 1º de abril de 1964    |
|                                    | Francisco Ayres            | Lei estadual n.º 2.516 de 2 de dezembro de 1963  | 2 de abril de 1964     |
| Dom Expedito Lopes                 | Dom Expedito Lopes         | Lei estadual n.º 2.513 de 2 de dezembro de 1963  | 5 de abril de 1964     |
| Santo Antônio de Lisboa            | Santo Antônio de Lisboa    | Lei estadual n.º 2.560 de 9 de dezembro de 1963  | 9 de abril de 1964     |
| Bandeira desconhecida              | Bocaina                    | Lei estadual n.º 2.561 de 19 de dezembro de 1963 | 10 de abril de 1964    |
| Bandeira desconhecida              | São José do Piauí          | Lei estadual n.º 2.562 de 19 de dezembro de 1963 | 12 de abril de 1964    |
| Santo Inácio do Piauí              | Santo Inácio do Piauí      | Lei estadual n.º 2.550 de 9 de dezembro de 1963  | 13 de abril de 1964    |
| Bandeira desconhecida              | Campinas do Piauí          | Lei estadual n.º 2.551 de 9 de dezembro de 1963  | 15 de abril de 1964    |
| Bandeira desconhecida              | Flores do Piauí            | Lei estadual n.º 2.554 de 9 de dezembro de 1963  | 18 de abril de 1964    |
| Bandeira desconhecida              | Isaías Coelho              | Lei estadual n.º 2.549 de 9 de dezembro de 1963  | 19 de abril de 1964    |
| Bandeira desconhecida              | São João da Serra          | Lei estadual n.º 2.563 de 29 de dezembro de 1963 | 16 de junho de 1964    |
| Monsenhor Gil                      | Monsenhor Gil              | Lei estadual n.º 2.533 de 6 de dezembro de 1963  | 31 de janeiro de 1967  |
| Bandeira desconhecida              | Demerval Lobão             | Lei estadual n.º 2.553 de 9 de dezembro de 1963  | 31 de janeiro de 1967  |
| Bandeira desconhecida              | Arraial                    | Lei estadual n.º 2.559 de 9 de dezembro de 1963  | 31 de janeiro de 1967  |

### Anos 1980
Não houve instalação de municípios nos anos 1970, embora um plebiscito seguido por lei estadual tenham criado o município de Dirceu Arcoverde, o qual só foi instalado na década seguinte. Ademais foram instalados mais três municípios o que elevou o número final para cento e dezoito.
| Bandeira              | Lista de municípios   | Criação                                          | Instalação              | Ref.  |
| --------------------- | --------------------- | ------------------------------------------------ | ----------------------- | ----- |
| Dirceu Arcoverde      | Dirceu Arcoverde      | Lei estadual n.º 3.701 de 30 de dezembro de 1979 | 1º de fevereiro de 1983 | [ 4 ] |
| Alagoinha do Piauí    | Alagoinha do Piauí    | Lei estadual n.º 4.042 de 9 de abril de 1986     | 31 de dezembro de 1986  | [ 5 ] |
| São João da Canabrava | São João da Canabrava | Lei estadual n.º 4.192 de 11 de abril de 1988    | 1º de janeiro de 1989   | [ 6 ] |
| Bandeira desconhecida | Dom Inocêncio         | Lei estadual n.º 4.206 de 7 de junho de 1988     | 1º de janeiro de 1989   | [ 7 ] |

### Anos 1990
Foram criados cento e quatro municípios que, somados aos já existentes, elevaram o número final para duzentos e vinte e dois.
| Bandeira                   | Lista de municípios             | Criação                                          | Instalação            | Ref.   |
| -------------------------- | ------------------------------- | ------------------------------------------------ | --------------------- | ------ |
| Brasileira (Piauí)         | Brasileira                      | Lei estadual n.º 4.389 de 10 de junho de 1991    | 1º de janeiro de 1993 | [ 8 ]  |
| Bandeira desconhecida      | Alegrete do Piauí               | Lei estadual n.º 4.477 de 29 de abril de 1992    | 1º de janeiro de 1993 | [ 9 ]  |
| Baixa Grande do Ribeiro    | Baixa Grande do Ribeiro         | Lei estadual n.º 4.477 de 29 de abril de 1992    | 1º de janeiro de 1993 | [ 9 ]  |
| Bandeira desconhecida      | Bom Princípio do Piauí          | Lei estadual n.º 4.477 de 29 de abril de 1992    | 1º de janeiro de 1993 | [ 9 ]  |
| Bandeira desconhecida      | Bonfim do Piauí                 | Lei estadual n.º 4.477 de 29 de abril de 1992    | 1º de janeiro de 1993 | [ 9 ]  |
| Bandeira desconhecida      | Buriti dos Montes               | Lei estadual n.º 4.477 de 29 de abril de 1992    | 1º de janeiro de 1993 | [ 9 ]  |
| Bandeira desconhecida      | Cabeceiras do Piauí             | Lei estadual n.º 4.477 de 29 de abril de 1992    | 1º de janeiro de 1993 | [ 9 ]  |
| Bandeira desconhecida      | Caldeirão Grande do Piauí       | Lei estadual n.º 4.477 de 29 de abril de 1992    | 1º de janeiro de 1993 | [ 9 ]  |
| Bandeira desconhecida      | Canavieira                      | Lei estadual n.º 4.477 de 29 de abril de 1992    | 1º de janeiro de 1993 | [ 9 ]  |
| Bandeira desconhecida      | Coivaras                        | Lei estadual n.º 4.477 de 29 de abril de 1992    | 1º de janeiro de 1993 | [ 9 ]  |
| Bandeira desconhecida      | Colônia do Gurgueia             | Lei estadual n.º 4.477 de 29 de abril de 1992    | 1º de janeiro de 1993 | [ 9 ]  |
| Bandeira desconhecida      | Colônia do Piauí                | Lei estadual n.º 4.477 de 29 de abril de 1992    | 1º de janeiro de 1993 | [ 9 ]  |
| Bandeira desconhecida      | Coronel José Dias               | Lei estadual n.º 4.477 de 29 de abril de 1992    | 1º de janeiro de 1993 | [ 9 ]  |
| Bandeira desconhecida      | Fartura do Piauí                | Lei estadual n.º 4.477 de 29 de abril de 1992    | 1º de janeiro de 1993 | [ 9 ]  |
| Jacobina do Piauí          | Jacobina do Piauí               | Lei estadual n.º 4.477 de 29 de abril de 1992    | 1º de janeiro de 1993 | [ 9 ]  |
| Bandeira desconhecida      | Jardim do Mulato                | Lei estadual n.º 4.477 de 29 de abril de 1992    | 1º de janeiro de 1993 | [ 9 ]  |
| Bandeira desconhecida      | Lagoa Alegre                    | Lei estadual n.º 4.477 de 29 de abril de 1992    | 1º de janeiro de 1993 | [ 9 ]  |
| Lagoa do Barro do Piauí    | Lagoa do Barro do Piauí         | Lei estadual n.º 4.477 de 29 de abril de 1992    | 1º de janeiro de 1993 | [ 9 ]  |
| Bandeira desconhecida      | Marcolândia                     | Lei estadual n.º 4.477 de 29 de abril de 1992    | 1º de janeiro de 1993 | [ 9 ]  |
| Bandeira desconhecida      | Passagem Franca do Piauí        | Lei estadual n.º 4.477 de 29 de abril de 1992    | 1º de janeiro de 1993 | [ 9 ]  |
| Bandeira desconhecida      | Patos do Piauí                  | Lei estadual n.º 4.477 de 29 de abril de 1992    | 1º de janeiro de 1993 | [ 9 ]  |
| Queimada Nova              | Queimada Nova                   | Lei estadual n.º 4.477 de 29 de abril de 1992    | 1º de janeiro de 1993 | [ 9 ]  |
| Santa Cruz dos Milagres    | Santa Cruz dos Milagres         | Lei estadual n.º 4.477 de 29 de abril de 1992    | 1º de janeiro de 1993 | [ 9 ]  |
| Santa Rosa do Piauí        | Santa Rosa do Piauí             | Lei estadual n.º 4.477 de 29 de abril de 1992    | 1º de janeiro de 1993 | [ 9 ]  |
| Bandeira desconhecida      | Santana do Piauí                | Lei estadual n.º 4.477 de 29 de abril de 1992    | 1º de janeiro de 1993 | [ 9 ]  |
| Bandeira desconhecida      | São Braz do Piauí               | Lei estadual n.º 4.477 de 29 de abril de 1992    | 1º de janeiro de 1993 | [ 9 ]  |
| São José do Divino         | São José do Divino              | Lei estadual n.º 4.477 de 29 de abril de 1992    | 1º de janeiro de 1993 | [ 9 ]  |
| Bandeira desconhecida      | São Lourenço do Piauí           | Lei estadual n.º 4.477 de 29 de abril de 1992    | 1º de janeiro de 1993 | [ 9 ]  |
| Sigefredo Pacheco          | Sigefredo Pacheco               | Lei estadual n.º 4.477 de 29 de abril de 1992    | 1º de janeiro de 1993 | [ 9 ]  |
| Bandeira desconhecida      | Várzea Branca                   | Lei estadual n.º 4.477 de 29 de abril de 1992    | 1º de janeiro de 1993 | [ 9 ]  |
| Alvorada do Gurgueia       | Alvorada do Gurgueia            | Lei estadual n.º 4.680 de 26 de janeiro de 1994  | 1º de janeiro de 1997 | [ 10 ] |
| Assunção do Piauí          | Assunção do Piauí               | Lei estadual n.º 4.680 de 26 de janeiro de 1994  | 1º de janeiro de 1997 | [ 10 ] |
| Bandeira desconhecida      | Barra d'Alcântara               | Lei estadual n.º 4.680 de 26 de janeiro de 1994  | 1º de janeiro de 1997 | [ 10 ] |
| Bandeira desconhecida      | Bela Vista do Piauí             | Lei estadual n.º 4.680 de 26 de janeiro de 1994  | 1º de janeiro de 1997 | [ 10 ] |
| Bandeira desconhecida      | Betânia do Piauí                | Lei estadual n.º 4.680 de 26 de janeiro de 1994  | 1º de janeiro de 1997 | [ 10 ] |
| Boa Hora                   | Boa Hora                        | Lei estadual n.º 4.680 de 26 de janeiro de 1994  | 1º de janeiro de 1997 | [ 10 ] |
| Bandeira desconhecida      | Boqueirão do Piauí              | Lei estadual n.º 4.680 de 26 de janeiro de 1994  | 1º de janeiro de 1997 | [ 10 ] |
| Brejo do Piauí             | Brejo do Piauí                  | Lei estadual n.º 4.680 de 26 de janeiro de 1994  | 1º de janeiro de 1997 | [ 10 ] |
| Bandeira desconhecida      | Campo Grande do Piauí           | Lei estadual n.º 4.680 de 26 de janeiro de 1994  | 1º de janeiro de 1997 | [ 10 ] |
| Bandeira desconhecida      | Campo Largo do Piauí            | Lei estadual n.º 4.680 de 26 de janeiro de 1994  | 1º de janeiro de 1997 | [ 10 ] |
| Bandeira desconhecida      | Capitão Gervásio Oliveira       | Lei estadual n.º 4.680 de 26 de janeiro de 1994  | 1º de janeiro de 1997 | [ 10 ] |
| Bandeira desconhecida      | Caridade do Piauí               | Lei estadual n.º 4.680 de 26 de janeiro de 1994  | 1º de janeiro de 1997 | [ 10 ] |
| Bandeira desconhecida      | Currais                         | Lei estadual n.º 4.680 de 26 de janeiro de 1994  | 1º de janeiro de 1997 | [ 10 ] |
| Bandeira desconhecida      | Curral Novo do Piauí            | Lei estadual n.º 4.680 de 26 de janeiro de 1994  | 1º de janeiro de 1997 | [ 10 ] |
| Bandeira desconhecida      | Geminiano                       | Lei estadual n.º 4.680 de 26 de janeiro de 1994  | 1º de janeiro de 1997 | [ 10 ] |
| Bandeira desconhecida      | Guaribas                        | Lei estadual n.º 4.680 de 26 de janeiro de 1994  | 1º de janeiro de 1997 | [ 10 ] |
| Bandeira desconhecida      | Ilha Grande                     | Lei estadual n.º 4.680 de 26 de janeiro de 1994  | 1º de janeiro de 1997 | [ 10 ] |
| Bandeira desconhecida      | Júlio Borges                    | Lei estadual n.º 4.680 de 26 de janeiro de 1994  | 1º de janeiro de 1997 | [ 10 ] |
| Bandeira desconhecida      | Jurema                          | Lei estadual n.º 4.680 de 26 de janeiro de 1994  | 1º de janeiro de 1997 | [ 10 ] |
| Bandeira desconhecida      | Lagoa de São Francisco          | Lei estadual n.º 4.680 de 26 de janeiro de 1994  | 1º de janeiro de 1997 | [ 10 ] |
| Bandeira desconhecida      | Lagoa do Sítio                  | Lei estadual n.º 4.680 de 26 de janeiro de 1994  | 1º de janeiro de 1997 | [ 10 ] |
| Bandeira desconhecida      | Milton Brandão                  | Lei estadual n.º 4.680 de 26 de janeiro de 1994  | 1º de janeiro de 1997 | [ 10 ] |
| Bandeira desconhecida      | Morro Cabeça no Tempo           | Lei estadual n.º 4.680 de 26 de janeiro de 1994  | 1º de janeiro de 1997 | [ 10 ] |
| Bandeira desconhecida      | Nossa Senhora de Nazaré         | Lei estadual n.º 4.680 de 26 de janeiro de 1994  | 1º de janeiro de 1997 | [ 10 ] |
| Bandeira desconhecida      | Nova Santa Rita                 | Lei estadual n.º 4.680 de 26 de janeiro de 1994  | 1º de janeiro de 1997 | [ 10 ] |
| Bandeira desconhecida      | Novo Santo Antônio              | Lei estadual n.º 4.680 de 26 de janeiro de 1994  | 1º de janeiro de 1997 | [ 10 ] |
| Bandeira desconhecida      | Pajeú do Piauí                  | Lei estadual n.º 4.680 de 26 de janeiro de 1994  | 1º de janeiro de 1997 | [ 10 ] |
| Bandeira desconhecida      | Paquetá                         | Lei estadual n.º 4.680 de 26 de janeiro de 1994  | 1º de janeiro de 1997 | [ 10 ] |
| Bandeira desconhecida      | Pavussu                         | Lei estadual n.º 4.680 de 26 de janeiro de 1994  | 1º de janeiro de 1997 | [ 10 ] |
| Riacho Frio                | Riacho Frio                     | Lei estadual n.º 4.680 de 26 de janeiro de 1994  | 1º de janeiro de 1997 | [ 10 ] |
| Bandeira desconhecida      | São João da Fronteira           | Lei estadual n.º 4.680 de 26 de janeiro de 1994  | 1º de janeiro de 1997 | [ 10 ] |
| São João da Varjota        | São João da Varjota             | Lei estadual n.º 4.680 de 26 de janeiro de 1994  | 1º de janeiro de 1997 | [ 10 ] |
| São João do Arraial        | São João do Arraial             | Lei estadual n.º 4.680 de 26 de janeiro de 1994  | 1º de janeiro de 1997 | [ 10 ] |
| Sebastião Barros           | Sebastião Barros                | Lei estadual n.º 4.680 de 26 de janeiro de 1994  | 1º de janeiro de 1997 | [ 10 ] |
| Bandeira desconhecida      | Sebastião Leal                  | Lei estadual n.º 4.680 de 26 de janeiro de 1994  | 1º de janeiro de 1997 | [ 10 ] |
| Acauã                      | Acauã                           | Lei estadual n.º 4.810 de 27 de dezembro de 1995 | 1º de janeiro de 1997 | [ 11 ] |
| Bandeira desconhecida      | Belém do Piauí                  | Lei estadual n.º 4.810 de 27 de dezembro de 1995 | 1º de janeiro de 1997 | [ 11 ] |
| Cajazeiras do Piauí        | Cajazeiras do Piauí             | Lei estadual n.º 4.810 de 27 de dezembro de 1995 | 1º de janeiro de 1997 | [ 11 ] |
| Bandeira desconhecida      | Cajueiro da Praia               | Lei estadual n.º 4.810 de 27 de dezembro de 1995 | 1º de janeiro de 1997 | [ 11 ] |
| Bandeira desconhecida      | Campo Alegre do Fidalgo         | Lei estadual n.º 4.810 de 27 de dezembro de 1995 | 1º de janeiro de 1997 | [ 11 ] |
| Bandeira desconhecida      | Caraúbas do Piauí               | Lei estadual n.º 4.811 de 27 de dezembro de 1995 | 1º de janeiro de 1997 | [ 12 ] |
| Bandeira desconhecida      | Caxingó                         | Lei estadual n.º 4.811 de 27 de dezembro de 1995 | 1º de janeiro de 1997 | [ 12 ] |
| Cocal de Telha             | Cocal de Telha                  | Lei estadual n.º 4.810 de 27 de dezembro de 1995 | 1º de janeiro de 1997 | [ 11 ] |
| Bandeira desconhecida      | Cocal dos Alves                 | Lei estadual n.º 4.811 de 27 de dezembro de 1995 | 1º de janeiro de 1997 | [ 12 ] |
| Bandeira desconhecida      | Curralinhos                     | Lei estadual n.º 4.810 de 27 de dezembro de 1995 | 1º de janeiro de 1997 | [ 11 ] |
| Floresta do Piauí          | Floresta do Piauí               | Lei estadual n.º 4.810 de 27 de dezembro de 1995 | 1º de janeiro de 1997 | [ 11 ] |
| Francisco Macedo           | Francisco Macedo                | Lei estadual n.º 4.810 de 27 de dezembro de 1995 | 1º de janeiro de 1997 | [ 11 ] |
| Jatobá do Piauí            | Jatobá do Piauí                 | Lei estadual n.º 4.810 de 27 de dezembro de 1995 | 1º de janeiro de 1997 | [ 11 ] |
| Bandeira desconhecida      | João Costa                      | Lei estadual n.º 4.810 de 27 de dezembro de 1995 | 1º de janeiro de 1997 | [ 11 ] |
| Joca Marques               | Joca Marques                    | Lei estadual n.º 4.810 de 27 de dezembro de 1995 | 1º de janeiro de 1997 | [ 11 ] |
| Bandeira desconhecida      | Juazeiro do Piauí               | Lei estadual n.º 4.810 de 27 de dezembro de 1995 | 1º de janeiro de 1997 | [ 11 ] |
| Bandeira desconhecida      | Lagoa do Piauí                  | Lei estadual n.º 4.810 de 27 de dezembro de 1995 | 1º de janeiro de 1997 | [ 11 ] |
| Bandeira desconhecida      | Lagoinha do Piauí               | Lei estadual n.º 4.810 de 27 de dezembro de 1995 | 1º de janeiro de 1997 | [ 11 ] |
| Bandeira desconhecida      | Madeiro                         | Lei estadual n.º 4.810 de 27 de dezembro de 1995 | 1º de janeiro de 1997 | [ 11 ] |
| Bandeira desconhecida      | Massapê do Piauí                | Lei estadual n.º 4.810 de 27 de dezembro de 1995 | 1º de janeiro de 1997 | [ 11 ] |
| Bandeira desconhecida      | Morro do Chapéu do Piauí        | Lei estadual n.º 4.810 de 27 de dezembro de 1995 | 1º de janeiro de 1997 | [ 11 ] |
| Murici dos Portelas        | Murici dos Portelas             | Lei estadual n.º 4.810 de 27 de dezembro de 1995 | 1º de janeiro de 1997 | [ 11 ] |
| Bandeira desconhecida      | Olho d'Água do Piauí            | Lei estadual n.º 4.810 de 27 de dezembro de 1995 | 1º de janeiro de 1997 | [ 11 ] |
| Bandeira desconhecida      | Pedro Laurentino                | Lei estadual n.º 4.810 de 27 de dezembro de 1995 | 1º de janeiro de 1997 | [ 11 ] |
| Bandeira desconhecida      | Porto Alegre do Piauí           | Lei estadual n.º 4.810 de 27 de dezembro de 1995 | 1º de janeiro de 1997 | [ 11 ] |
| Bandeira desconhecida      | Ribeira do Piauí                | Lei estadual n.º 4.810 de 27 de dezembro de 1995 | 1º de janeiro de 1997 | [ 11 ] |
| Santo Antônio dos Milagres | Santo Antônio dos Milagres      | Lei estadual n.º 4.810 de 27 de dezembro de 1995 | 1º de janeiro de 1997 | [ 11 ] |
| Bandeira desconhecida      | São Francisco de Assis do Piauí | Lei estadual n.º 4.810 de 27 de dezembro de 1995 | 1º de janeiro de 1997 | [ 11 ] |
| Bandeira desconhecida      | São Gonçalo do Gurgueia         | Lei estadual n.º 4.810 de 27 de dezembro de 1995 | 1º de janeiro de 1997 | [ 11 ] |
| São Luís do Piauí          | São Luís do Piauí               | Lei estadual n.º 4.810 de 27 de dezembro de 1995 | 1º de janeiro de 1997 | [ 11 ] |
| Bandeira desconhecida      | São Miguel da Baixa Grande      | Lei estadual n.º 4.810 de 27 de dezembro de 1995 | 1º de janeiro de 1997 | [ 11 ] |
| Bandeira desconhecida      | São Miguel do Fidalgo           | Lei estadual n.º 4.811 de 27 de dezembro de 1995 | 1º de janeiro de 1997 | [ 12 ] |
| Bandeira desconhecida      | Sussuapara                      | Lei estadual n.º 4.810 de 27 de dezembro de 1995 | 1º de janeiro de 1997 | [ 11 ] |
| Bandeira desconhecida      | Tamboril do Piauí               | Lei estadual n.º 4.810 de 27 de dezembro de 1995 | 1º de janeiro de 1997 | [ 11 ] |
| Bandeira desconhecida      | Tanque do Piauí                 | Lei estadual n.º 4.810 de 27 de dezembro de 1995 | 1º de janeiro de 1997 | [ 11 ] |
| Vera Mendes                | Vera Mendes                     | Lei estadual n.º 4.810 de 27 de dezembro de 1995 | 1º de janeiro de 1997 | [ 11 ] |
| Bandeira desconhecida      | Vila Nova do Piauí              | Lei estadual n.º 4.810 de 27 de dezembro de 1995 | 1º de janeiro de 1997 | [ 11 ] |
| Bandeira desconhecida      | Wall Ferraz                     | Lei estadual n.º 4.810 de 27 de dezembro de 1995 | 1º de janeiro de 1997 | [ 11 ] |
| Bandeira desconhecida      | Pau d'Arco do Piauí             | Lei estadual n.º 4.904 de 29 de janeiro de 1997  | 1º de janeiro de 2001 | [ 13 ] |

### Anos 2000
Foi criado mais um município e instalado o município de Nazária, emancipado em 1995 e cuja instalação ocorreu após decisão do Supremo Tribunal Federal. O Piauí passa a contar com duzentos e vinte e quatro municípios.
| Bandeira              | Lista de municípios | Criação                                          | Instalação            | Ref.   |
| --------------------- | ------------------- | ------------------------------------------------ | --------------------- | ------ |
| Aroeiras do Itaim     | Aroeiras do Itaim   | Lei estadual n.º 5.094 de 27 de outubro de 1999  | 1º de janeiro de 2005 | [ 14 ] |
| Bandeira desconhecida | Nazária             | Lei estadual n.º 4.810 de 27 de dezembro de 1995 | 1º de janeiro de 2009 | [ 11 ] |